# Universidade de Utreque
A Universidade de Utreque (em neerlandês, Universiteit Utrecht), anteriormente denominada Universidade Estadual de Utreque (Rijksuniversiteit Utrecht),  é uma universidade dos Países Baixos situada na cidade de Utreque. Criada em 26 de março de 1636, é uma das mais antigas  e a melhor entre as universidades  neerlandesas. Em 2014, apareceu no  Shanghai Ranking of World Universities como a 16ª melhor da Europa e a  57ª melhor do mundo. Com mais de 30 000 alunos matriculados e mais de 6 000  docentes e funcionários, o orçamento da Universidade em 2014, foi de € 765 milhões. 8 175  publicações foram produzidas.

## Alunos famosos
- Nicolaas Bloembergen (Prêmio Nobel de Física)
- Peter Debye (Prêmio Nobel de Química)
- Christiaan Eijkman (Prêmio Nobel de Medicina)
- Willem Einthoven (Prêmio Nobel de Medicina)
- Gerard 't Hooft (Prêmio Nobel de Física)
- Jacobus Henricus van 't Hoff (Prêmio Nobel de Química)
- Tjalling Koopmans (Prêmio Nobel de Economia)
- Wilhelm Röntgen (Prêmio Nobel de Física)
- Lavoslav Ružička (Prêmio Nobel de Química)
- Martinus J. G. Veltman (Prêmio Nobel de Física)